# Chris Albertson

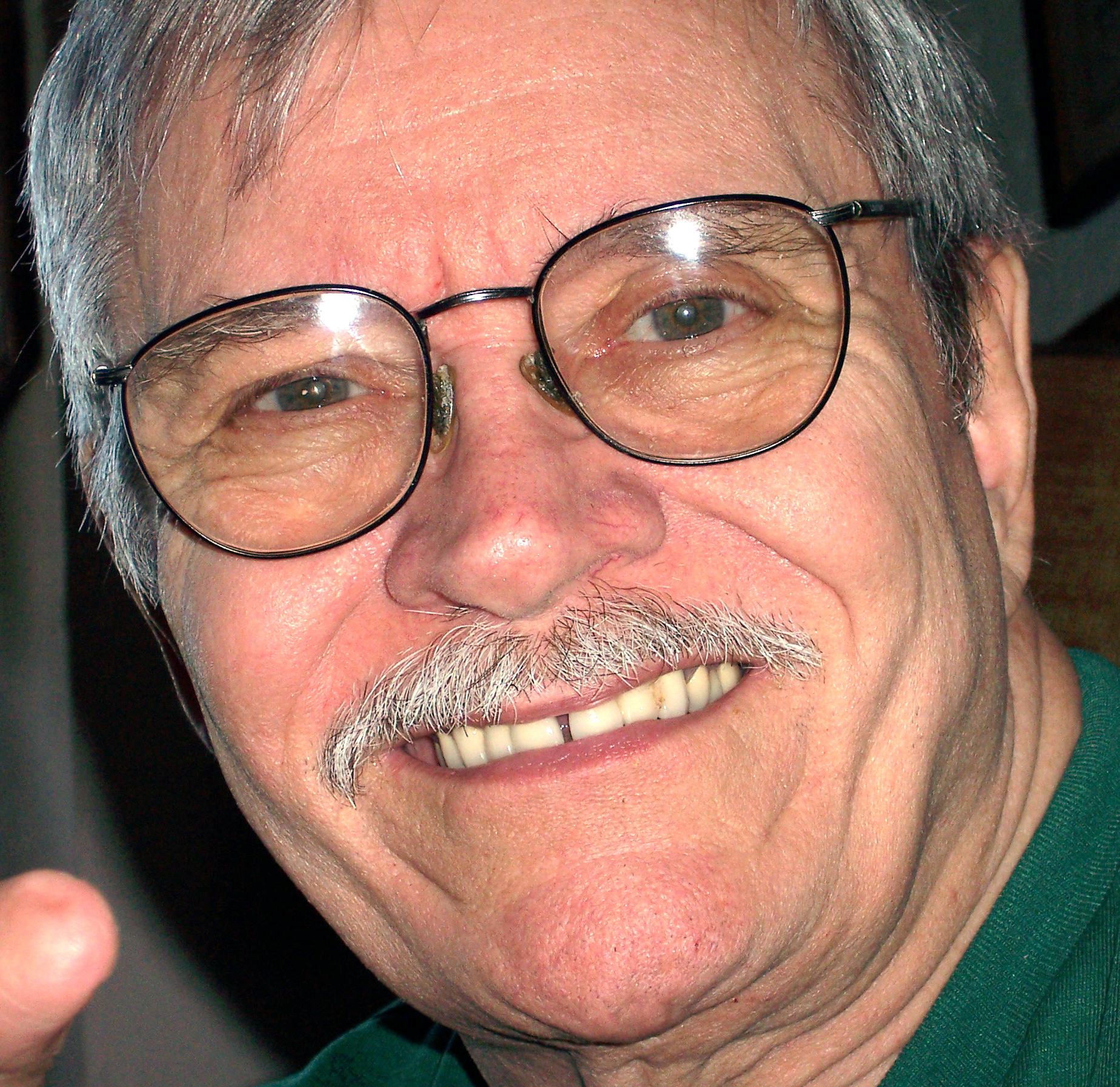
Chris Albertson 2006

Christiern Gunnar „Chris“ Albertson (* 18. Oktober 1931 in Reykjavík; † 24. April 2019  in Manhattan, New York City) war ein US-amerikanischer Musikjournalist, Jazz- und Blues-Autor und Musikproduzent isländischer Herkunft.

## Leben und Wirken
Albertson wurde in Island und England ausgebildet, bevor er als Teenager nach Kopenhagen zog. Dort hörte er erstmals Bessie Smith im Radio. Unmittelbar von ihrer Musik beeindruckt, begann er, tiefer in die afroamerikanischen Musiktraditionen einzutauchen und entdeckte, dass er Teil einer Bewegung dänischer Jugendlicher war, die von frühem amerikanischen Jazz und Blues begeistert war. Albertson verbrachte einen Großteil seiner Freizeit im Storyville, einem Jazzclub in Kopenhagen, der Karl Knudsen gehörte, der auch ein gleichnamiges Reissue-Label besaß. Bei einem der Clubauftritte des britischen Traditional-Jazz-Trompeters Ken Colyer und seiner Jazzmen nahm Albertson die Band auf; der Mitschnitt erschien auf dem Label Storyville als dessen erste Veröffentlichung von Original-Einspielungen überhaupt.
1955 kehrte er nach Island zurück, wo er zwei Jahre als Discjockey bei Armed Forces Radio arbeitete, bevor er nach Philadelphia zog und bei WCAU und WHAT Radio wirkte. Als er im August 1958 bei der WCAU tätig war, interviewte er Lester Young im Rundfunk; mitgeschnitten wurde dabei eine der nur vier bekannten Interviewaufnahmen des Musikers. 1961 zog Albertson nach New York, wo ihn Bill Grauer, der Inhaber von Riverside Records, als Produzent einstellte; er betreute dort die letzten Sessions von Ida Cox und Meade Lux Lewis. Dann leitete er die Serie „Living Legends“ des Labels, bevor er für Prestige Records tätig wurde. Er wurde 1963 als amerikanischer Staatsbürger eingebürgert. Im folgenden Jahr kehrte er zum Rundfunk zurück, zuerst zum WNEW in New York und dann zum Pacifica Radio Outlet WBAI (wo er als Sendermanager fungierte). Er arbeitete später auch für die BBC. 1968 genehmigte John Hammond, damals Geschäftsführer von Columbia Records, nach einer langwierigen Kampagne Albertsons, mit dem dieser ihn von der Neuauflage von Bessie Smiths Werk überzeugte, schließlich das Projekt mit Albertson als Produzent. Bei ihrer Veröffentlichung wurden die fünf Doppelalben als Enthüllung gepriesen. Enthalten waren darin Klassiker wie Downhearted Blues and Nobody Knows You When You’re Down and Out. Die erste Edition dieser Reihe, Bessie Smith: The World’s Greatest Blues Singer (1970) brachte Albertson einen Grammy Award für die besten Liner Notes.
Die Forschung, die Albertson im Rahmen des Neuauflagenprojekts unternahm, einschließlich einer Reihe von Interviews mit Smiths Nichte Ruby Walker, bildete den Eckpfeiler seines Buchs Bessie, das er für eine Neuauflage im Jahr 2003 noch erweiterte. Die Biografie wurde vom Pay-TV-Anbieter HBO im Jahr 2014 für das Fernsehen adaptiert; Albertson fand die resultierende Produktion allerdings enttäuschend. Sein Buch Bessie wurde sofort als definitive Biografie von Bessie Smith und als wegweisendes Exemplar historischer Forschung aufgenommen. In Albertsons Buch wurde insbesondere der langjährige Mythos ausgeräumt, dass Smith nach einem Autounfall gestorben war, weil ein Krankenhaus nur für Weiße sich weigerte, sie aufzunehmen. Der Autor interviewte den Arzt Hugh Smith, der die Blues-Sängerin am Unfallort behandelt hatte und sich erinnerte, dass Smiths Krankenwagen nicht einmal versuchte, in ein weißes Krankenhaus zu fahren.
Während seiner Arbeit an den Bessie-Smith-Projekten war Albertson Moderator der PBS-Fernsehserie The Jazz Set. Später verfasste er zwei Fernsehdokumentationen, 1988 Alberta Hunter: My Castle's Rockin und 1993 Masters of American Music: The History of Jazz. Seit den 1970er Jahren war Albertson aber hauptsächlich als Autor von Liner Notes (z. B. für das Mingus-Album Mingus Dynasty), als Redakteur für Stereo Review, als Autor für Musikzeitschriften wie den Down Beat und seines eigenen Blogs Stomp Off tätig, den er von 2009 bis 2016 mit Erinnerungen an seine Begegnungen mit Jazzmusikern füllte sowie mit Meinungen über den aktuellen Stand von Musik, Medien und anderen Themen.